# Chambon-Talsperre
Die Chambon-Talsperre (französisch Barrage du Chambon) staut bei Le Chambon im französischen Département Isère in der Region Auvergne-Rhône-Alpes den Fluss Romanche zum Lac du Chambon auf. Die von 1929 bis 1934 gebaute Staumauer war bis zur Fertigstellung des Hoover Dam 1936 die höchste Talsperre der Welt und 16 Jahre lang noch die höchste Europas, bis 1950 die Santa-Giustina-Talsperre gebaut wurde.
Der Zweck des Aufstaus war, ein Wasserkraftwerk zu betreiben. Der Stausee ist 140 Hektar groß und fasst 54 Millionen Kubikmeter. Am 24. April 1935 begann der Einstau. Die Dörfer Le Chambon, Le Dauphin und Le Parizet verschwanden unter dem Wasser.
Der Bauherr und heutige Betreiber war Électricité de France, die Bauausführung übernahm die Firma Campenon Bernard.
Es gibt noch zwei andere Seen mit dem Namen „Chambon“ in Frankreich, nämlich in den Départements Puy-de-Dôme und Creuse.